# Lorraine (Afrique du Sud)
Pour les articles homonymes, voir Lorraine (homonymie).
Lorraine est une ville du district de Mopani dans la province du Limpopo en Afrique du Sud.